# Сантос, Йоган
Йоган Сантос (англ. Yogan Santos; 15 января 1985, Гибралтар) — гибралтарский футболист, защитник. Выступал за сборную Гибралтара.

## Биография
Родился в Гибралтаре 15 января 1985 года. С середины 2000-х Сантос выступал в чемпионате Гибралтара. Начинал игровую карьру в клубе «Манчестер 62», а в дальнейшем также был игроком клубов «Лагуна» и «Глэсис Юнайтед». Помимо этого, Сантос был игроком сборной Гибралтара по футболу. В её составе принимал участие в Островных играх 2009 и 2011 годов.
В 2013 году, после того как Гибралтар стал членом УЕФА, Сантос вернулся в «Манчестер 62», где выступал до 2016 года. 19 ноября 2013 года Сантос был включён в заявку на первый официальный международный матч сборной Гибралтара против сборной Словакии (0:0), однако в этой встрече он остался на скамейке запасных. Дебютировал за сборную Гибралтара в марте 2014 года, сыграв в двух товарищеских матчах со сборными Фарерских островов и Эстонии, а осенью того же года принял участие в трёх матчах сборной в рамках отборочного турнира чемпионата Европы 2016, причём в последнем из них, против Германии, отметился автоголом, таким образом установив окончательный счёт в матче — 0:4. Завершил карьеру в 2016 году.